# Lymantria mjobergi
Lymantria mjobergi este o specie de molii din genul Lymantria, familia Lymantriidae, descrisă de Aurivillius 1920 Conform Catalogue of Life specia Lymantria mjobergi nu are subspecii cunoscute.